# Canal de San Juan (estación)
Canal de San Juan es una de las estaciones que forman parte del Metro de Ciudad de México, perteneciente a la Línea A. Se ubica al oriente de la Ciudad de México, en el límite de las alcaldías Iztacalco e Iztapalapa.

## Información general
La estación recibe su nombre porque el tramo del Anillo Periférico que recibe a esta altura es el nombre de Canal de San Juan, esta avenida une importantes avenidas y colonias de la zona. Históricamente, el nombre de esta avenida se debe a que antiguamente era realmente un canal que unía a Texcoco con Xochimilco. El símbolo representa la parte delantera de una canoa azteca navegando en un canal.

## Salidas de la estación
- Norte: Calz. Ignacio Zaragoza casi esq. con Anillo Periférico Calle 7, colonia Agrícola Pantitlán
- Sur: Calz. Ignacio Zaragoza, 1.er. Retorno Sur 10 y Anillo Periférico Av. Canal de San Juan, colonia Agrícola Oriental

## Afluencia
El número total de usuarios para 2014 fue de 4,142,036 usuarios, el número de usuarios promedio para el mismo año fue el siguiente:
| Tipo de día   | Afluencia promedio |
| ------------- | ------------------ |
| Día festivo   | 7,074              |
| Día laboral   | 11,951             |
| Fin de semana | 10,256             |
| Anual         | 11,348             |

La siguiente tabla muestra la afluencia de la estación en los últimos 10 años:
| Afluencia Anual de Pasajeros | Afluencia Anual de Pasajeros | Afluencia Anual de Pasajeros | Afluencia Anual de Pasajeros | Afluencia Anual de Pasajeros | Afluencia Anual de Pasajeros |
| ---------------------------- | ---------------------------- | ---------------------------- | ---------------------------- | ---------------------------- | ---------------------------- |
| Año                          | Afluencia                    | A Diario                     | Ranking                      | Incremento                   | Ref.                         |
| 2023                         | 4,385,503                    | 12,015                       | 107°/195                     | +6.06%                       | [ 3 ]                        |
| 2022                         | 4,134,819                    | 11,328                       | 105°/175                     | +25.95%                      | [ 4 ]                        |
| 2021                         | 3,282,914                    | 8,994                        | 98°/195                      | +15.25%                      | [ 5 ]                        |
| 2020                         | 2,848,616                    | 7,783                        | 124°/195                     | -40.82%                      | [ 6 ]                        |
| 2019                         | 4,813,813                    | 13,188                       | 134°/195                     | +8.41%                       | [ 7 ]                        |
| 2018                         | 4,440,479                    | 12,165                       | 135°/195                     | -2.36%                       | [ 8 ]                        |
| 2017                         | 4,547,862                    | 12,459                       | 133°/195                     | -1.60%                       | [ 9 ]                        |
| 2016                         | 4,621,885                    | 12,628                       | 130°/195                     | +4.62%                       | [ 10 ]                       |
| 2015                         | 4,417,962                    | 12,104                       | 127°/195                     | -8.51%                       | [ 11 ]                       |
| 2014                         | 4,829,138                    | 13,230                       | 121°/195                     | -0.99%                       | [ 12 ]                       |